# Медведев (Волгоградская область)
Медве́дев — хутор в Иловлинском районе Волгоградской области России. Центр сельского поселения.
Население — 1300 жителей (2004).

## География
Хутор Медведев расположен на берегах реки Тишанка к югу от балки Песчаной. 30 км юго-восточнее Иловли.

## История
В списке населённых пунктов Сталинградской области за 1936 год указан как хутор Медведевский, центр Медведевского сельсовета Иловлинского района, в списке за 1939 год указан как Медведев. Упомянут под этим названием и в качестве центра сельсовета в списках населённых пунктов Иловлинского района за 1945 год и за 1959 год.
В связи с укрупнением районов с февраля 1963 по январь 1965 находился в составе Дубовского района, оставаясь центром Медведевского сельсовета. В настоящее время входит в состав Медведевского сельского поселения.

## Население
| 2002 |
| ---- |
| 1200 |

| 2004 | 2010  |
| ---- | ----- |
| 1300 | ↘1255 |